# Parker Glacier
Parker Glacier är en glaciär i Antarktis. Den ligger i Östantarktis. Nya Zeeland gör anspråk på området. Parker Glacier ligger 643 meter över havet.
Terrängen runt Parker Glacier är huvudsakligen bergig, men åt sydost är den kuperad. En vik av havet är nära Parker Glacier åt sydost. Trakten är obefolkad. Det finns inga samhällen i närheten.